# Винберг, Виктор Фёдорович
Виктор Фёдорович Винберг  (швед. Viktor Winberg; 1832 — 19 августа 1918, Петроград) — генерал от кавалерии, член Военного совета Российской империи.

## Биография
Родился в 1832 году. В 1851 году окончил Школу гвардейских подпрапорщиков и кавалерийских юнкеров, выпущен корнетом в лейб-гвардии Кирасирский Его Величества полк.
Чины: поручик (1853), штабс-ротмистр (1857), капитан ГШ (1860), полковник (1863), флигель-адъютант (1871), генерал-майор (за отличие, 1872), генерал-лейтенант (за отличие, 1881), генерал от кавалерии (за отличие, 1895).
В 1856 году окончил Николаевскую академию Генерального штаба по 1-му разряду.
В 1862—1863 годах состоял старшим адъютантом штаба 1-й гвардейской кавалерийской дивизии. Затем был начальником штаба 2-й гвардейской кавалерийской дивизии (1863—1865), с которой участвовал в подавлении Польского восстания 1863—1864 годов.
В 1865 году состоял для поручений при штабе войск Гвардии и Петербургского военного округа. Командовал 3-м гусарским Елисаветградским полком (1865—1872), был помощником начальника 2-й кавалерийской дивизии (1872—1873) и командиром 2-й бригады той же дивизии (1873—1874). В 1874—1878 годах был начальником Николаевского кавалерийской училища. Участвовал в русско-турецкой войне 1877—1878 годов. Затем был начальником 12-й кавалерийской (1878—1886) и 2-й гвардейской кавалерийской (1886—1890) дивизий, командовал 10-м армейским корпусом (1890—1901)
15 сентября 1901 года был назначен членом Военного совета и пробыл в этой должности до 1 января 1911 года, когда в числе других неприсутствующих членов Совета был уволен от службы с мундиром и пенсией. 22 января того же года вновь принят на службу с назначением почетным опекуном в Петербургское присутствие Опекунского Совета учреждений Императрицы Марии. Числился по гвардейской кавалерии и в списках генерального штаба. На 3 января 1917 в том же чине и должности.

## Награды
- Орден Святого Станислава 2 ст. (1861)[2]
- Орден Святого Владимира 4 ст. с мечами и бантом (1863)
- Орден Святой Анны 2 ст. с мечами (1863)
- Императорская корона к ордену Святой Анны 2 ст. (1864)
- Орден Святого Владимира 3 ст. (1867)
- Орден Святого Станислава 1 ст. (1875)
- Орден Святой Анны 1 ст. (1880)
- Орден Святого Владимира 2 ст. (1887)
- Орден Белого Орла (1889)
- Орден Святого Александра Невского (1894)
- Знак отличия беспорочной службы за XL лет (1895)
- Алмазные знаки к ордену Святого Александра Невского (1901)
- Знак отличия беспорочной службы за L лет (1903)
- Орден Святого Владимира 1 ст. (1905)

Иностранные:
- прусский Орден Короны 2 ст. (1864)
- вюртенбергский Орден Вюртембергской короны 2 ст. (1870)
- шведский Орден Святого Олафа 1 ст. (1875)
- прусский Орден Короны 1 ст. (1888)
- черногорский Орден Князя Даниила I 1 ст. (1889)

## Семья
Был женат на Ольге Иосифовне Вельц. Их дети:
- Фёдор (1868—1927), офицер, участник монархического движения.

## Источник
- Альманах современных русских государственных деятелей. — СПб.: Тип. Исидора Гольдберга, 1897. — С. 887—888.